# Championnat d'Afrique masculin de volley-ball des moins de 19 ans
Le Championnat d'Afrique de volley-ball masculin des moins de 19 ans est une compétition réservée aux équipes nationales des moins de 19 ans, elle se déroule tous les deux ans et est organisée par la Confédération africaine de volley-ball.

## Tableau des médailles
| Rang | Pays     | Médaille d'or | Médaille d'argent | Médaille de bronze | Total |
| 1    | Tunisie  | 8             | 4                 | 0                  | 12    |
| 2    | Égypte   | 4             | 4                 | 0                  | 8     |
| 3    | Nigeria  | 1             | 0                 | 0                  | 1     |
| 4    | Algérie  | 0             | 3                 | 3                  | 6     |
| 5    | Maroc    | 0             | 1                 | 3                  | 4     |
| 6    | Cameroun | 0             | 1                 | 0                  | 1     |
| 7    | Gambie   | 0             | 0                 | 1                  | 1     |
| 7    | Rwanda   | 0             | 0                 | 1                  | 1     |
| 7    | Soudan   | 0             | 0                 | 1                  | 1     |

## Palmarès détaillé
| Année | Lieu          | Champion | Finaliste | Troisième | Quatrième      |
| ----- | ------------- | -------- | --------- | --------- | -------------- |
| 1994  | Casablanca    | Tunisie  | Maroc     | Algérie   |                |
| 1996  | Durban        | Tunisie  | Algérie   |           |                |
| 1998  | Radès         | Tunisie  | Algérie   |           |                |
| 2000  | Alexandrie    | Tunisie  | Algérie   |           |                |
| 2002  | Casablanca    | Égypte   | Tunisie   | Maroc     | Soudan         |
| 2004  | Durban        | Égypte   | Tunisie   | Soudan    | Afrique du Sud |
| 2006  | Kelibia       | Tunisie  | Égypte    | Algérie   |                |
| 2008  | Le Caire      | Tunisie  | Égypte    | Algérie   | Burundi        |
| 2010  | Le Cap        | Tunisie  | Égypte    | Maroc     | Afrique du Sud |
| 2013  | Sétif         | Égypte   | Tunisie   | Rwanda    | Algérie        |
| 2015  | Sidi Bou Saïd | Égypte   | Tunisie   | Algérie   |                |
| 2016  | Kelibia       | Tunisie  | Égypte    | Maroc     | Rwanda         |
| 2020  | Abuja         | Nigeria  | Cameroun  | Gambie    | Maroc          |
| 2022  | El Jadida     | Nigeria  | Égypte    | Cameroun  | Tunisie        |